# Micranurida granulata
Micranurida granulata är en urinsektsart som först beskrevs av Agrell 1943.  Micranurida granulata ingår i släktet Micranurida, och familjen Neanuridae. Arten är reproducerande i Sverige.